# رمضان في ماليزيا

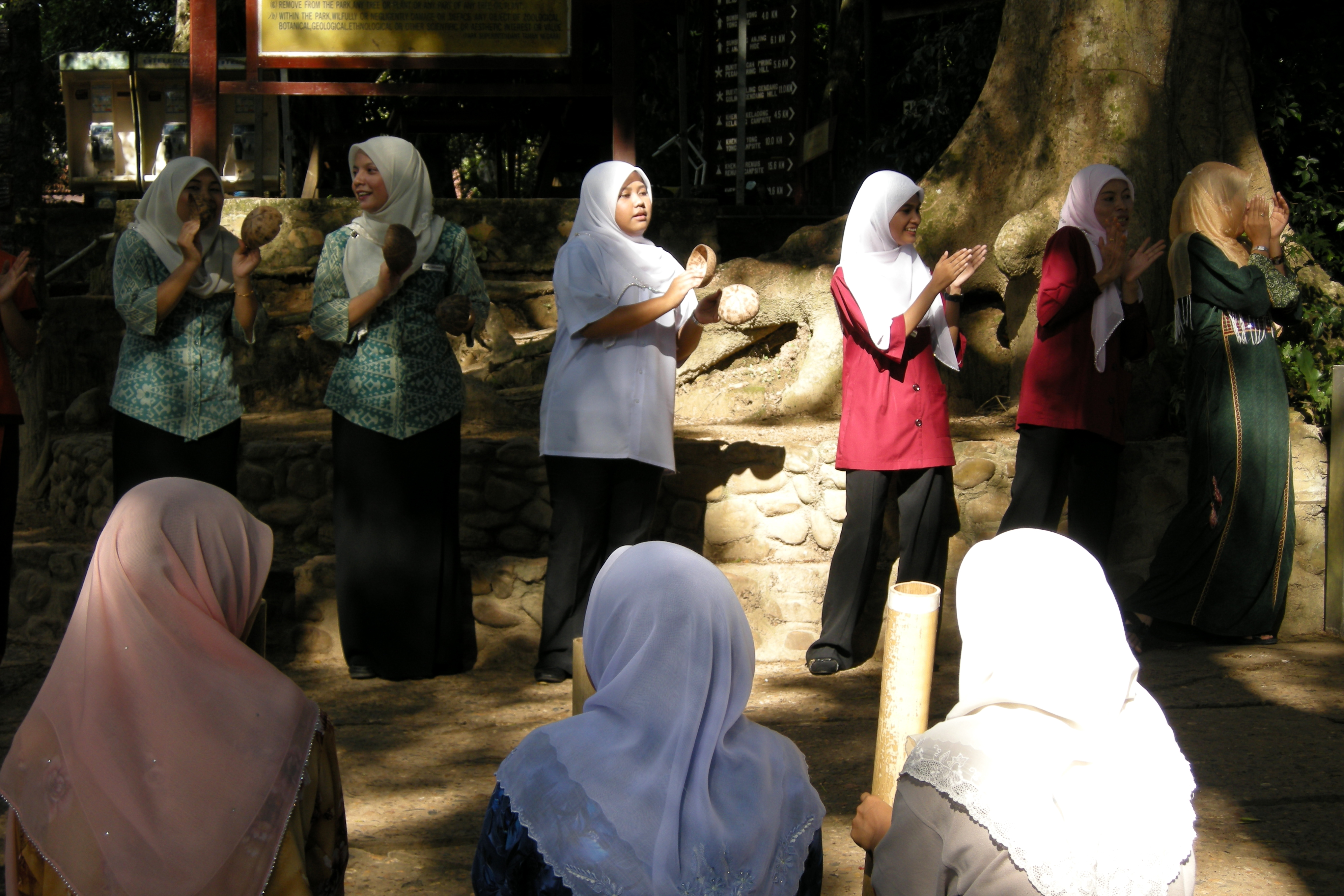
مجموعة نساء مسلمات في ماليزيا

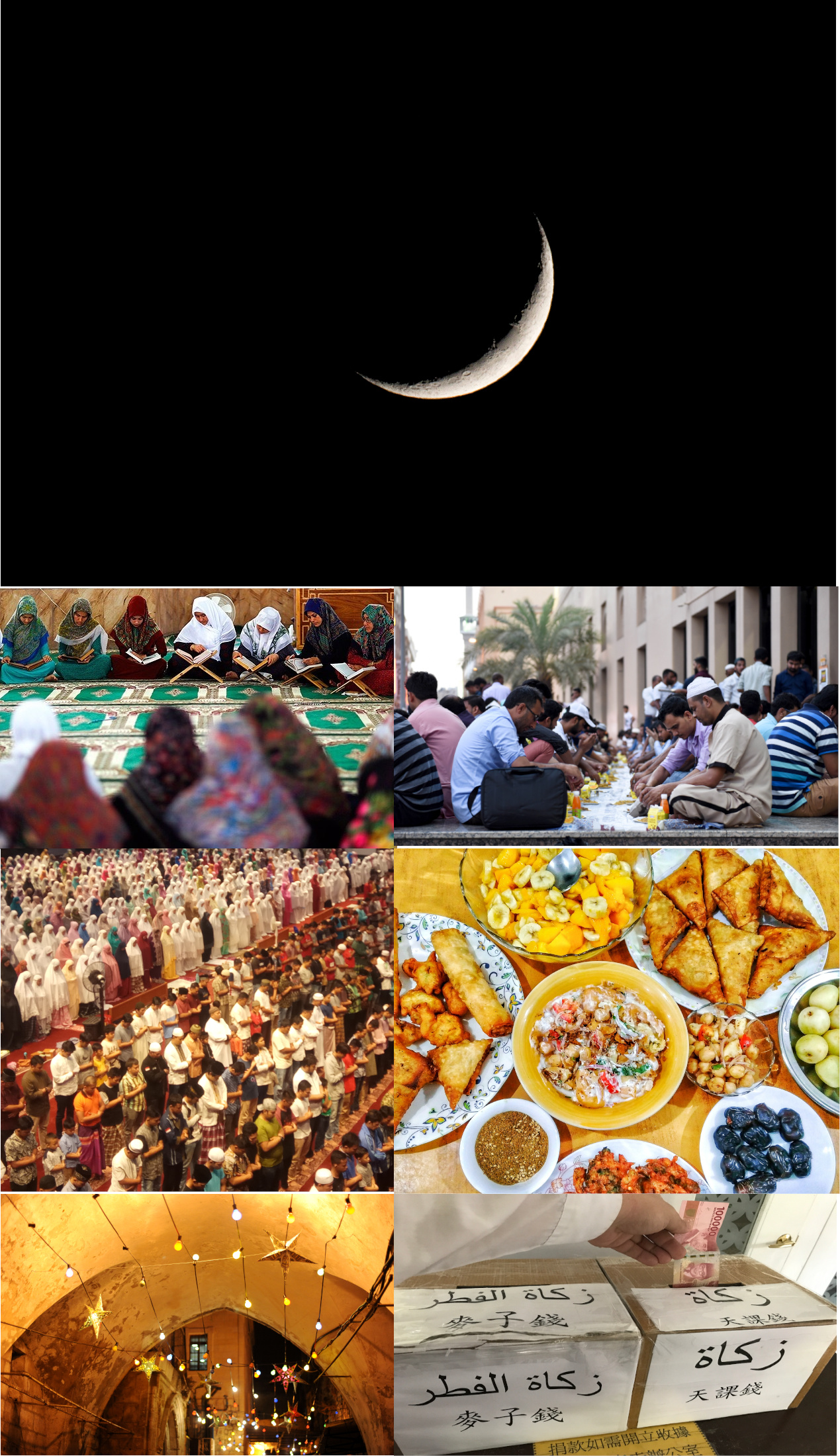
رؤية الهلال بعد شهر شعبان تدل على الدخول في شهر رمضان المبارك وبداية الصوم للمسلمين

رمضان في ماليزيا: (بالإنجليزية: Ramadan in Malaysia)‏ في ماليزيا، يبدأ المسلمون صيام رمضان في نفس اليوم الذي يبدأ فيه المسلمون في جميع أنحاء العالم. يتم تحديد تاريخ بدء رمضان من قبل حامل ختم الحكام بناءً على موافقة الحكام . فشهر رمضان هو شهر مقدس للمسلمين في جميع أنحاء العالم، وهو الشهر التاسع في التقويم الإسلامي. يركز المسلمون في هذا الشهر على الصلاة والصيام والتبرع للجمعيات الخيرية والتفاني الديني.

## أجواء رمضان في ماليزيا
خلال رمضان، يمتنع المسلمون عن تناول الطعام والشراب من الفجر حتى غروب الشمس. يكون هذا التحدي خاصة صعبًا في ماليزيا بسبب المناخ الحار والرطب. ومع ذلك ، فإن المجتمع المحلي يدعم بعضه البعض خلال هذه الفترة من خلال تقاسم الطعام والتجمعات الدينية.
بعد غروب الشمس، يحتفل المسلمون بإفطارهم مع وجبة تُعرف باسم إفطار. يتكون هذا الإفطار عادة من وجبات خفيفة وشراب حلو قبل أن يتناول المسلمون وجبة كبيرة. في ماليزيا ، يشتهر رمضان بأسواق رمضان التي تقدم مجموعة واسعة من المأكولات المحلية.
رغم أن رمضان هو شهر صوم وتأمل، إلا أنه يحتفل به أيضًا بالطعام والشراب والتجمعات الاجتماعية. إذا كنت تزور ماليزيا خلال رمضان ، فستجد أن هذه فرصة رائعة للاستمتاع بالثقافة المحلية وتذوق المأكولات التقليدية.